# 札幌市交通局250形電車
札幌市交通局250形電車（さっぽろしこうつうきょく250がたでんしゃ）は、札幌市交通局が1961年に導入した札幌市電の路面電車車両である。

## 概要
1961年（昭和36年）に登場した。251～255号の5両。一連の札幌スタイルと呼ばれる丸みの多い、正面1枚窓のデザインが採用された道産電車である。車体はD1020形と同一となり、210形～240形よりも全長が長く、また全高が低いため肩部の丸みが小さい。
札幌綜合鉄工共同組合で、廃車となった500形の主要機器を流用して製造された。集電装置は当初よりZ形パンタグラフであった。台車は330形と同様の上揺れ枕式に変更され、藤屋鉄工で製造された。
1999年（平成11年）7月より、3両が札幌市電で最初の広告電車として運行開始された。
2022年（令和4年）8月、254号と255号が1108号・1109号の置き換えの為、廃車。

## 改造
ワンマン化
1970年（昭和45年）10月に全車ワンマン化され、識別のため、車体に蛍光色の赤帯が入れられた。
車体更新
1978年（昭和53年）～1980年（昭和55年）にかけて車体更新が実施された。車体形状に変化はないが、側面の赤帯は白帯に変更され、裾部のステンレス製飾り帯は撤去された。
車体更新 (2)
1991年（平成3年）10月に253号、1992年（平成4年）8月に251号、10月に252号、1993年（平成5年）9月に254号、12月に255号が再び車体更新を受けた。更新工事は札幌交通機械が施工した。
運転席用の換気口と方向幕が一体化され、前照灯は腰部に2灯並べられたため、外観が大きく変化した。塗色は8500形と同様に変更された。
台車枠更新
251号、255号は2009年（平成21年）、254号は2010年（平成22年）に台車枠を道産台車から川崎重工業KW-188への更新を行っている。併せて屋根上の換気口撤去、天井への配線ダクト新設、3300形と同様のLED表示による車内案内装置の新設が行われている。252号、253号は当面未更新のまま使用される見込みである。
方面幕更新
2014年（平成26年）度から、3300形とA1200形を除く札幌市電の全車両において方面幕を従来の幕式からLED表示に切り替える更新が施され、当形式も2015年（平成27年）までに全車両がLED表示に更新された。市電の環状化（同年12月開通）を見込んだものと思われる。
車体改修
新型車両へ更新するまで使用する既存車両のうち、未改修で劣化の進んでいる当形式について延命改修を実施することとなり、2015年（平成27年）に252号、2016年（平成28年）に253号の改修が実施され、Z型パンタからシングルパンタに更新された。

## 全面広告車両
2025年7月現在、251号が学校法人幌北学園グループ、253号がプラム薬局の全面広告車両となっている。また、過去に251号はキュラーズ、252号はFRISK、253号は桑園自動車学校、254号は札信販、255号はQooの全面広告車両だった。1999年に初めて全面広告車両となった時の広告主はNTT東日本である。

左：251号
右：252号

## 主要諸元
- 全長：13,100mm
- 全幅：2,230mm
- 全高：3,515mm
- 自重：14.5t
- 定員：110人
- 出力・駆動方式：37.3kW×2・吊り掛け式
- 台車型式：札幌綜合鉄工共同組合上揺れ枕式